# Az Igazság Ligája: Végtelen Világok Válsága – Második rész
Az Igazság Ligája: Végtelen Világok Válsága – Második rész (eredeti cím: Justice League: Crisis on Infinite Earths – Part Two) 2024-ben bemutatott amerikai 2D-s számítógépes animációs szuperhősfilm, amelyet Jeff Wamester rendezett. A film Marv Wolfman és George Pérez által alkotott, Crisis on Infinite Earths című képregény alapján készült.
Amerikában 2024. április 29-én mutatták be. Magyarországon 2024. október 4-én került fel a Maxre, míg az HBO-n 2024. október 6-án adták le.

## Szereplők
| Szerep                             | Eredeti hang         | Magyar hang            |
| ---------------------------------- | -------------------- | ---------------------- |
| Batman / Bruce Wayne               | Jensen Ackles        | Széles Tamás           |
| Superman / Clark Kent              | Darren Criss         | Szatory Dávid          |
| Superman a Föld-2-ről / Clark Kent | Darren Criss         | Szatory Dávid          |
| Supergirl / Kara Zor-El / Hírvivő  | Meg Donnelly         | Kis-Kovács Luca        |
| Csodanő / Diane Prince             | Stana Katić          | Solecki Janka          |
| Monitor / Mar Novu                 | Jonathan Adams       | Schneider Zoltán       |
| Anti-Monitor                       | Ato Essandoh         | Schneider Zoltán       |
| Mr. Tökéletes / Michael Holt       | Ato Essandoh         | Sörös Miklós           |
| Batgirl / Barbara Gordon           | Gideon Adlon         |                        |
| Kriptoni hang                      | Gideon Adlon         |                        |
| Lélekkalóz / Charles Halstead      | Geoffrey Arend       | Karácsonyi Zoltán      |
| Sólyomember                        | Geoffrey Arend       | Szabó Andor            |
| Joker                              | Troy Baker           | Fekete Zoltán          |
| Robin a Föld-2-ről / Dick Grayson  | Zach Callison        | Jaskó Bálint           |
| Robin / Damien Wayne               | Zach Callison        | Gáll Dávid             |
| Solovar                            | Darin De Paul        | Törköly Levente        |
| Doktor Sors / Kent Nelson          | Keith Ferguson       | Mészáros Tamás         |
| Atom Lovag                         | Keith Ferguson       |                        |
| Batman Beyond / Terry McGinnis     | Will Friedle         | Szabó Andor            |
| Kamandi                            | Will Friedle         | Kretz Boldizsár        |
| Alura In-Ze                        | Jennifer Hale        | Sági Tímea             |
| Hippolyta                          | Jennifer Hale        | Bertalan Ágnes         |
| Zöld Lámpás / John Stewart         | Aldis Hodge          | Tokaji Csaba           |
| Sólyomlány / Shayera Hol           | Jamie Gray Hyder     | Gellért Dorottya       |
| Amazon harcos                      | Jamie Gray Hyder     | Galiotti Barbara       |
| Doktor Fény / Dr. Kimiyo Hoshi     | Erika Ishii          | Berkes Boglárka        |
| Vadásznő / Helena Wayne            | Erika Ishii          |                        |
| Kérdés                             | David Kaye           | Magyar Bálint          |
| Műhold                             | David Kaye           | Bor László             |
| Kék Bogár / Ted Kord               | Matt Lanter          | Pásztor Tibor          |
| Aquaman / Arthur Curry             | Liam McIntyre        | Fehérváry Márton       |
| Kísértet                           | Lou Diamond Phillips | Olt Tamás              |
| John Constantine                   | Matt Ryan            | Horváth-Töreki Gergely |
| Vixen / Mari McCabe                | Keesha Sharp         | Nemes Takách Kata      |
| Agykeselyű 5                       | Harry Shum Jr.       | Czető Roland           |
| Zöld Íjász / Oliver Queen          | Jimmi Simpson        | Szabó Máté             |

### Magyar változat
- Főcím: Orosz Gergely
- Magyar szöveg: Imri László
- Hangmérnök: Nemes László
- Vágó: Simkóné Varga Erzsébet
- Gyártásvezető: Cabello-Colini Borbála
- Szinkronrendező: Blahó Gergő
- Produkciós vezető: Várkonyi Krisztina
- További magyar hangok: Farkas Fanni, Ince Sára, Majorfalvi Bálint, Sipka Gábor

A szinkront az HBO megbízásából a Mafilm Audio Kft. készítette.